# Saxa di (65803) I Dimorphos
Segue una lista dei saxa presenti sulla superficie di Dimorphos. La nomenclatura di Dimorphos è regolata dall'Unione Astronomica Internazionale; la lista contiene solo formazioni esogeologiche ufficialmente riconosciute da tale istituzione.
I saxa di Dimorphos portano i nomi di strumenti musicali a percussione.
Sono tutti stati identificati durante la missione della sonda DART, l'unica ad avere finora raggiunto Dimorphos.

## Prospetto
| Saxum            | Eponimo | Latitudine | Longitudine | Diametro |
| ---------------- | --- | ---------- | ----------- | -------- |
| Atabaque Saxum   | Atabaque - Tamburo di legno cilindrico o leggermente conico usato dalle popolazioni aafro-brasiliane.                  | 10,60° S   | 263,20° E   | 10 m     |
| Bodhran Saxum    | Bodhrán - Tamburo a cornice d'origine irlandese.                                                                       | 7° S       | 264,50° E   | 10 m     |
| Caccavella Saxum | Caccavella - Tamburo a frizione tipico dell'Italia meridionale.                                                        | 8,20° S    | 262,10° E   | 0 m      |
| Dhol Saxum       | Dhol - Tamburo conico tipico dell'India.                                                                               | 6° N       | 193° E      | 10 m     |
| Puniu Saxum      | Puniu - Tamburo da ginocchio ottenuto con un guscio di noce di cocco chiuso da una pelle di pesce tipico delle Hawaii. | 2,60° S    | 239,80° E   | 0 m      |